# Alessandro Mastalli
Alessandro Mastalli (7 februari 1996) is een Italiaans voetballer die als rechtsmidden speelt. Hij staat onder contract bij US Alessandria, dat hem in september 2023 overnam van Sporting Lucchese.

## Clubcarrière
Mastalli is afkomstig uit de jeugdacademie van AC Milan. Op 6 oktober 2013 zat hij voor het eerst op de bank onder coach Massimiliano Allegri in de competitiewedstrijd tegen Juventus. Op 27 mei 2015 debuteerde de middenvelder in de Serie A. Milan won met 3-0 van Torino in het eigen San Siro na doelpunten van Stephan El Shaarawy en Giampaolo Pazzini. Mastalli mocht na 76 minuten invallen voor Andrea Poli.

## Interlandcarrière
Mastalli behaalde in 2014 twee caps voor Italië –18 waarin hij eenmaal tot scoren kwam. In hetzelfde jaar kwam hij ook driemaal uit voor Italië –19

## Statistieken
| Seizoen | Club              | Competitie   | Competitie | Competitie | Beker | Beker | Europa | Europa | Totaal | Totaal |
| Seizoen | Club              | Competitie   | Wed        | Goals      | Wed   | Goals | Wed    | Goals  | Wed    | Goals  |
| ------- | ----------------- | ------------ | ---------- | ---------- | ----- | ----- | ------ | ------ | ------ | ------ |
| 2014/15 | AC Milan          | Serie A      | 1          | 0          | 0     | 0     | —      | —      | 1      | 0      |
| 2015/16 | → FC Lugano       | Super League | 0          | 0          | 1     | 0     | —      | —      | 1      | 0      |
| 2016/17 | Juve Stabia       | Serie C      | 33         | 4          | 0     | 0     | —      | —      | 33     | 4      |
| 2017/18 | Juve Stabia       | Serie C      | 36         | 6          | 2     | 0     | —      | —      | 38     | 6      |
| 2018/19 | Juve Stabia       | Serie C      | 33         | 1          | 2     | 0     | —      | —      | 35     | 1      |
| 2019/20 | Juve Stabia       | Serie B      | 4          | 0          | 0     | 0     | —      | —      | 4      | 0      |
| 2020/21 | Juve Stabia       | Serie C      | 18         | 3          | 1     | 1     | —      | —      | 19     | 3      |
| 2021/22 | US Avellino       | Serie C      | 19         | 1          | 1     | 0     | —      | —      | 20     | 1      |
| 2022/23 | Sporting Lucchese | Serie C      | 37         | 4          | 0     | 0     | —      | —      | 37     | 4      |
| 2023/24 | US Alessandria    | Serie C      | 34         | 3          | 0     | 0     | —      | —      | 34     | 3      |
| Totaal  | Totaal            | Totaal       | 215        | 22         | 7     | 1     | 0      | 0      | 222    | 22     |